# Kumir
Der Kumir (russisch Кумир) ist ein linker Nebenfluss des Tscharysch, der im Russischen Altai verläuft.
Der Kumir fließt fast ausschließlich in der Region Altai. Lediglich die letzten Kilometer vor seiner Mündung liegen in der Republik Altai. Der 66 km lange Kumir hat seine Quelle auf einer Höhe von 2000 m im Korgon-Kamm im westlichen Altaigebirge. Er fließt zuerst in westlicher Richtung und wendet sich dann nach Norden. Er durchfließt nun ein 40 km langes tiefes Tal, an dessen Ende er bei Ust-Kumir auf den von Osten kommenden Ob-Nebenfluss Tscharysch trifft. Der Kumir entwässert ein Einzugsgebiet von 1090 km². Der Kumir, mit seinen 17 Stromschnellen, ist ein beliebtes Ziel für Rafting-Touren. Am Fluss finden regelmäßig Rafting-Wettbewerbe statt.